# オヴィディウ・チェルナウツェアヌ
オヴィディウ・チェルナウツェアヌ（ルーマニア語: Ovidiu Cernăuţeanu）、あるいはオヴィ（Ovi）は、ルーマニアの歌手である。パウラ・セリングと共にノルウェーで開催されるユーロビジョン・ソング・コンテスト2010のルーマニア代表として参加し、「Playing with Fire」を歌う。
2009年のチェルブル・デ・アウル国際音楽祭に参加した際、審査員の中にパウラ・セリングがいた。セリングからの票を得たチェルナツェアヌは彼女にデュエットを持ちかけ、セリングがこれに応えて2人の共演が実現した。2人はユーロビジョン・ソング・コンテスト2010のルーマニア代表を目指すことに決め、「Playing with Fire」を録音して代表選考に加わった。2010年1月27日、代表選考の予選を通過し、3月6日には決勝戦で優勝を果たし、ユーロビジョンのルーマニア代表となることが決まった。
| スタブアイコン | サブスタブ | この項目は、まだ閲覧者の調べものの参照としては役立たない、歌手に関連した書きかけの項目です。この項目を加筆・訂正などしてくださる協力者を求めています（P:音楽/PJ:芸能人）。 |